# 빌리어즈
빌리어즈(월간당구)는 1987년 2월에 창간된 국내 최초 당구 전문 잡지다. 2020년 8월까지 34년 동안 통권 400호를 발행했다.
당구선수와 당구대회, 당구클럽, 당구문화 등 당구에 관한 전반적인 주제를 다룬다. 창간 당시 유기 종목으로 관리 받았던 당구의 스포츠화에 앞장서 당구 문화 보급을 비롯해 당구와 관련된 입법 절차와 행정규제 해제를 진행했다.
미성년자 당구장 출입금지 헌법소원 위헌 판결(1993)과 국내 최초 아마추어 전국당구대회 개최(1993, 1997), 부산 아시안게임 정식종목 채택(2002), 초중고 정화구역 내 당구장 설치금지 규제 철폐(2014) 등을 주도했다.

## 제호
- 월간당구: 1987년 2월호 ~ 2009년 3월호
- 빌리어즈: 2009년 4월호 ~ 현재

## 연혁
- 1987년 2월: 창간호 발행(월간당구)
- 1993년 10월: 제1회 월간당구배 전국아마추어당구대회
- 1995년 7월: 통권 100호 발행
- 1997년 10월: 제2회 월간당구배 전국아마추어당구대회
- 2003년 11월: 통권 200호 발행
- 2009년 4월: '빌리어즈'로 제호 변경
- 2012년 4월: 통권 300호 발행
- 2017년 7월: 네이버뉴스검색제휴
- 2020년 8월: 통권 400호 발행